# Элвуд, Эрик
Эрик Элвуд (англ. Eric Elwood, родился 26 февраля 1969 года в Голуэе) — ирландский регбист и регбийный тренер, выступавший на уровне клубов за «Коннахт» на протяжении всей своей карьеры (также за любительские команды «Голуэджианс» и «Лэнсдаун») и за сборную Ирландии. В составе сборной Ирландии провёл 35 игр и набрал 296 очков, в составе «Коннахта» до и после начала профессиональной эры в регби — 168 игр и 1038 очков соответственно. Элвуд является первым игроком «Коннахта», сыгравшим 100 матчей за команду, и абсолютным рекордсменом по числу набранных очков за клуб. Также он сыграл одну встречу за звёздный клуб «Барбарианс». С 2005 года и по настоящее время Элвуд является тренером в системе клуба «Коннахт»; ранее работал помощником тренера, тренером сборной Ирландии до 20 лет (выиграл с ней в 2007 году молодёжный Кубок шести наций и Большой шлем). В 2010 году возглавил основную команду и попал с ней в Кубок Хейнекен, покинув пост после сезона Про12 2012/2013. В дальнейшем работал с разными региональными клубами, в 2016 году стал тренером бьющих в «Коннахте», с 2017 года — директор академии клуба.

## Игровая карьера
На любительском уровне Элвуд представлял «Голуэджианс», где начинал свою карьеру, и «Лэнсдаун». Будучи игроком «Лэнсдауна», он получил свой первый вызов в сборную Ирландии, дебютировав 6 марта 1993 года в Кардиффе матчем против Уэльса. За «Коннахт» сыграл 168 матчей и набрал 1038 очков. Рекорд по числу очков до сих пор не побит; рекорд по числу встреч побит в ноябре 2009 года Майклом Свифтом. В составе сборной Ирландии по регби Элвуд сыграл 35 матчей и набрал 296 очков. Благодаря этому занимает 5-е место в рейтинге рекордсменов по очкам в сборной. Дважды участник чемпионатов мира по регби 1995 и 1999 годов. Последнюю игру провёл 15 октября 1999 года против Румынии в Дублине.
В 1993 году Элвуд завоевал на дебютном чемпионате мира по регби-7 в Гонконге бронзовые медали в составе сборной Ирландии, а в том же году в составе «Барбарианс» сыграл матч против новозеландцев на стадионе «Кардифф Армс Парк». «Варвары» проиграли «Олл Блэкс» со счётом 12:25, а Элвуд забил все четыре штрафных своей команды. Также он играл в гэльский футбол за сборную графства Голуэй, с которой в финале чемпионата Коннахта 1990 года потерпел поражение от сборной графства Роскоммон.

## Тренерская карьера
После завершения игровой карьеры Элвуд стал помощником тренера команды региона Коннахт. В 2006—2007 годах он возглавлял молодёжную (до 20 лет) сборную Ирландии, с которой выиграл Молодёжный Кубок шести наций 2007 и завоевал Большой шлем. Позже Элвуд принял пост главного тренера клуба из рук Майкла Брэдли по окончании Кельтской лиги сезона 2009/2010. В сезоне 2011/2012 клуб попал в Кубок Хейнекен благодаря победе «Ленстера» в прошлогоднем финале: команда из Коннахта провела турнир неудачно, проиграв первые пять матчей и еле взяв бонусы за поражение в играх против «Глостер», но выиграла последний матч группового этапа против «Харлекуинс» у себя дома на «Голуэй Спортсграундс» и не позволила «клоунам» занять первое место в группе, заодно выбив их в Европейский кубок вызова.
В сезоне 2012/2013 команда выступала снова в Кубке Хейнекен, выиграв три матча: два раза у «Цебре» и один раз дома у «Биарриц Олимпик», выходившего в сезоне 2009/2010 в финал Кубка Хейнекен и выигрывавшего Европейский кубок вызова сезоном ранее. В октябре 2012 года Элвуд объявил, что по окончании сезона покинет пост главного тренера, и позже уступил место бывшему игроку «Окленд Блюз» и сборной Самоа Пэту Лэму.